# Tokugawa Ienobu

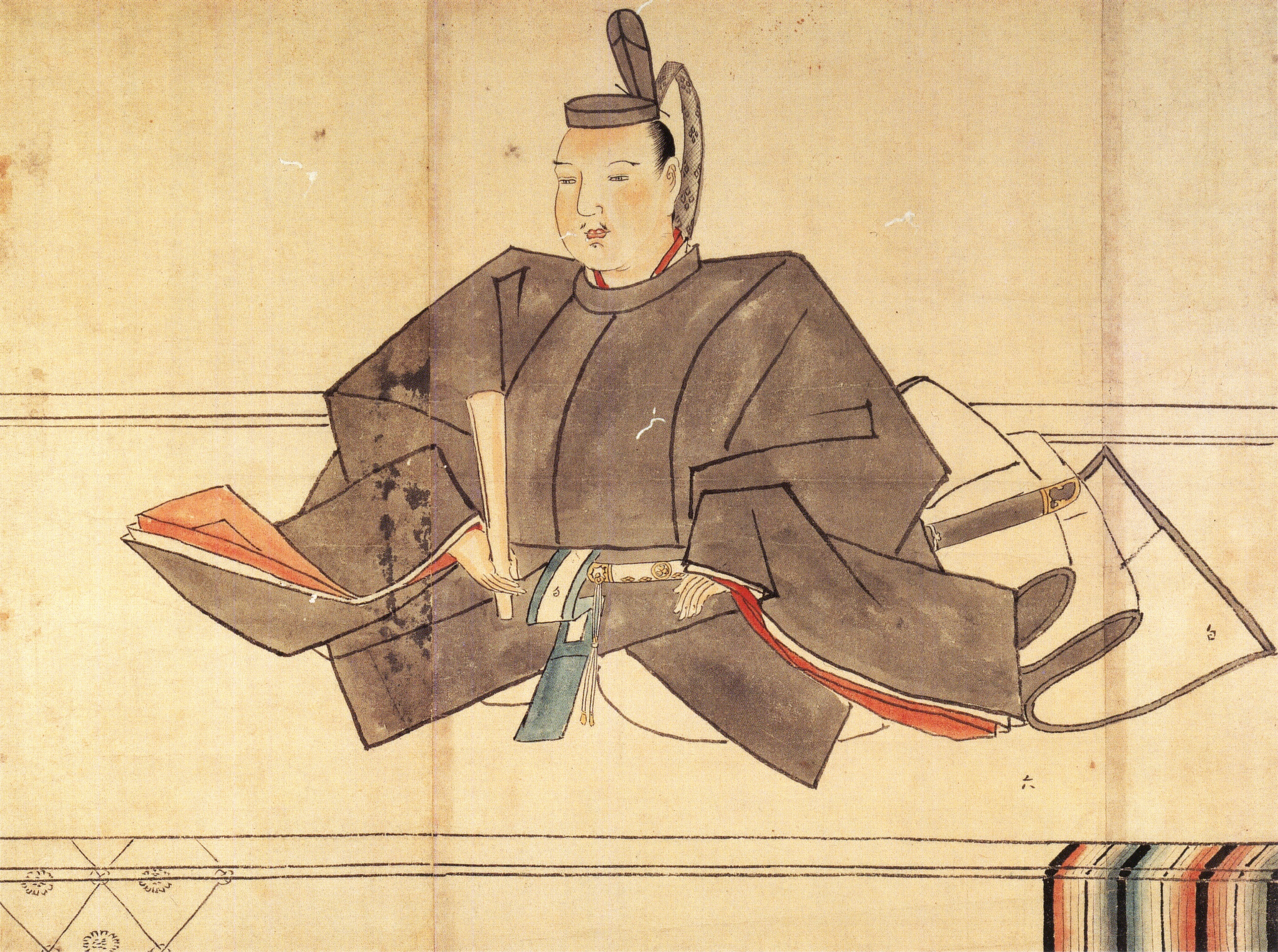
Tokugawa Ienobu in klassischer Hoftracht

Tokugawa Ienobu (jap. 徳川家宣; * 11. Juni 1662 in Edo; † 12. November 1712) war von 1709 bis 1712 der 6. Shōgun der Edo-Zeit in Japan. Sein Wirken war stark von konfuzianischen Ansichten geprägt.

## Lebensweg

### Jugend und Bildung
Toramatsu war der erste Sohn von Tokugawa Tsunashige. Tsunashige wiederum war der dritten Sohn von Tokugawa Iemitsu. Er wurde von dessen älterer Schwester Senhime (千姫; 1597–1666), der Tenju-in und der Amme Matsusaka aufgezogen. Diese hatte eine Dienerin Ohora (お保良), leibliche Tochter eines Fischhändlers, die in eine Samuraifamilie adoptiert worden war. Sie verführte den 19-jährigen Tsunashige und gebar den späteren Toramatsu. Als Tsunashige standesgemäß mit einer Tochter des Regenten Nijō Mitsuhira (1625–1683; 二条光平) als Hauptfrau († 1669) verheiratet wurde, wurde die – inzwischen zum zweiten Mal schwangere – Ohora mit dem Sekretär Ochi Yoshikiyo verheiratet. Der erstgeborene Toramatsu wurde dem Vasallen Shinmi Masanobu zur Pflege anvertraut. Da Masanobu um das Erbe des Jungen fürchtete, bat er den Tairō Sakai Tadakiyo (1626–1681), dessen Anspruch gegebenenfalls zu garantieren. 1670 wurde im Kofu-Han die Erbschaftsfrage diskutiert. Masanobu bestand auf der Anerkennung seines Pflegekindes. Jedoch traten zwei falsche Zeugen auf, die behaupteten, Toramatsu sei vor Jahren gestorben. Weiterhin streuten sie Gerüchte einer Geisteskrankheit Tsunashiges. Eine Untersuchung durch das Bakufu deckte das Komplott auf. Der Junge wurde nach Edo gebracht und seinem Onkel, dem Shogun Tokugawa Ietsuna, vorgestellt. Seinen Jugendnamen änderte er 1676 in Tsunatoyo (綱豊). Als Tsunashige sich 1677 zurückzog († 1678), trat sein Sohn die Nachfolge als Daimyō von Kofu (früher Fuchū) mit einem Einkommen von 250.000 koku an.
Tsunatoyo wurde 1679/12/18 mit Hiroko (熙子), der 13-jährigen Tochter des Kanzlers zur Linken Konoe Motohiro in Edo verheiratet. Hiroko war die einzige Hauptfrau eines Tokugawa-Shoguns, die mit ihrem Ehemann überlebende Kinder hatte. In Edo residierten sie in der Sakurada. Die Ehe scheint zeitlebens harmonisch gewesen zu sein.
Nach dem Ableben von Ietsuna wäre er eigentlich als nächster männlicher Verwandter als Shogun an der Reihe gewesen. Der Rat beschloss jedoch, ihn zugunsten von Tsunayoshi zu übergehen. Sein Lehen wurde jedoch um 100.000 koku erweitert.
Der Konfuzianer Arai Hakuseki (1657–1725), ein Rōnin, der auch schon im Hause Hotta Masatoshis gelehrt hatte, wurde 1693 als Lehrer für Philosophie und chinesische Geschichte für Tsunatoyo engagiert. Zwischen den beiden entwickelte sich ein Vertrauensverhältnis und Arai stieg zum engsten politischen Berater auf.

### Shogun
Als er 1704 52-jährig als Nachfolger Tsunayoshis designiert und von diesem adoptiert wurde, änderte er seinen Namen in Ienobu. Zu diesem Zeitpunkt zog er mit seiner Familie in den westlichen Palast des Edo-jō.
Die Entscheidungen Ienobus sind stark von konfuzianischen Ideen (shōtoku no chi) geprägt, die Arai ihn gelehrt hatte. Die erste Amtshandlung Ienobus war es, am 1709/1/21 die strengen Tierschutzgesetze seines Vorgängers, besonders in Bezug auf Hunde, zu entschärfen. Um diese Maßnahme (wie auch die Einziehung der unpopulären taisen-Kupfermünzen) im konfuzianischen Sinne nicht als gegen den ausdrücklichen Willen des Verstorbenen handelnd erscheinen zu lassen, wurden die Begräbnisriten hinausgezögert, womit Tsunayoshi als noch regierend galt. Ienobu erhielt den Titel eines Shoguns erst 1709/5/11 offiziell. Gleichzeitig erfolgte die Erhebung in den wirklichen zweiten Hofrang und zum Naidaijin.
Der wichtigste Ratgeber Tsuneyoshis, Yanagisawa Yoshiyasu (1658–1714), wurde entlassen, enteignet und in ein Kloster gesandt. Yoshiyasu war 1704 als Ienobus Nachfolger als Daimyō von Kōfu eingesetzt worden. Ganz im Sinne konfuzianischen „Wohlwollens“ erteilte der neue Shogun im ersten Jahr 8831 Begnadigungen, von denen 5599 unter der Gerichtsbarkeit der Daimyō fielen. Die Steuern auf Alkohol wurden aufgehoben. Auch auf Arais Empfehlung geht die Aufhebung der Regelung für Angehörige des Kaiserhauses zurück, dass nachgeborene Kinder in Klöstern unterzubringen waren. Insgesamt gesehen war Ienobu der erste Shogun, der auf eine Verbesserung der Beziehungen zum Hof in Kioto hinarbeitete. Zur Stärkung der Finanzen wurde der Import von Luxusgütern über Nagasaki eingeschränkt, gleichzeitig wurde der Kontakt mit angrenzenden Ländern durch den Empfang von Gesandtschaften aufrechterhalten.
Sein Grab befindet sich im Zōjō-ji (Shiba); postum wurde ihm der Name Bunshō-in und der Titel eines Großkanzlers (Dajō Daijin) verliehen. Bei einer Umbettung seiner Gebeine wurde festgestellt, dass er mit etwa 1,60 m Körpergröße dem damaligen Durchschnitt entsprach und Blutgruppe 0 hatte.

### Frauen und Kinder
- Hauptfrau: Konoe Hiroko (1666/3/26 – 1741/2/28)[3] im Edō-jō; 近衛熙子, die Ten’ei-in (天英院)[7]

1. Toyohime (豊姫) * 1681 (starb nach zwei Monaten)
2. Mugetsuin(夢月院) * 1699 (starb einen Tag alt)

- Konkubine: Okomu (1682–1766); お古牟の方, die (法心院). Die Tochter des Mönches Sōjun (Ōta Sōan) war seit 1702, ursprünglich als Dienstmädchen, im Haushalt. Ab 1706/2/2 war sie offiziell ochūro, also Bettgefährtin des Hausherrn. Sie wurde nach dem Tode Ienobus unter dem Namen Hōshin-in Nonne und lebte in dessen Anwesen in Hama.[8]

1. Tokugawa Iechiyo (家千代) * 1707/7/10 (starb nach zwei Monaten)

- Konkubine: Okiyo (1685–1752; お喜世), die Gekkō-in (月光院) war seit 1704 im Haushalt. Auch Sakkyō genannt. Hatte nach Ienobus Tod eine Affaire mit dessen Sekretär Manabe Akifusa (1667–1720). Zeitgenossen beschreiben sie als machthungrig und liederlich.[9]

1. Tokugawa Ietsugu (1709–1716; 徳川家継), geboren als Nabematsu, der 7. Shogun

- Konkubine (seit 1703): Osume († お須免, 蓮浄院)

1. Tokugawa Daigoro (大五郎) 1708–1710/8/13
2. Tokugawa Torakichi (虎吉) * 1711 (starb ca. dreimonatig)

- Konkubine: Itsuki (斎宮); † 1710/7/24 nach Missgeburt, war die Tochter eines Vasallen auf dem Anwesen in Hama.

Als Vierjährige angenommen wurde die Adoptivtochter Masahime (1699–1704/7/22; 政姫). Sie war eine leibliche Tochter des Regenten Konoe Iehiro, ein Bruder Hirokos.